# KK Roter Stern Belgrad
Der KK Crvena zvezda (offiziell auf Serbisch: Кошаркашки клуб Црвена звезда – KK Црвена звезда, Košarkaški klub Crvena zvezda – KK Crvena zvezda; deutsch Basketballklub Roter Stern), gewöhnlich als Crvena zvezda, ausgesprochen [tsřʋena zʋěːzda] („Roter Stern“), in seiner Kurzform Zvezda („Stern“) oder im deutschsprachigen Raum auch als Roter Stern bzw. Roter Stern Belgrad bekannt, ist die Basketballabteilung von Roter Stern Belgrad, einem 1945 gegründeten serbischen Sportverein aus dem Belgrader Stadtbezirk Stari Grad.
Der Hauptstadtklub spielt in der Adriatischen Basketballliga (ABA-Liga) sowie der Basketballliga Serbiens (KLS) und hat seine ganze Geschichte in der Spitzengruppe des jugoslawischen und serbischen Basketballs verbracht. Er ist der einzige serbische Basketballverein, der noch nie abgestiegen ist. Insgesamt gewann der Verein 28 Trophäen, davon 18 nationale Meisterschaften und neun nationale Pokale. In der Ewigen Tabelle der 1. Liga des sozialistischen Jugoslawien belegt er den 1. Platz. Auf Vereinsebene verzeichnete Roter Stern Belgrad 1974 mit dem Gewinn des Europapokal der Pokalsieger, dem ehemals zweitbedeutendsten Europapokal, seinen größten Erfolg. Zuvor war bereits 1972 der Finaleinzug in diesem Wettbewerb gelungen sowie ein weiteres Mal 1975. In das Finale des Korać-Cups, dem ehemals drittbedeutendsten Europapokal, konnte der Klub 1984 und 1998 einziehen; bereits 1981 sowie 1985 und 1988 war das Halbfinale erreicht worden.
Der letzte große europäische Erfolg gelang 2014, als der Klub ins Halbfinale des ULEB Eurocups einzog sowie in die Top 16 der Saison 2014/15 der EuroLeague. Daneben wurde Roter Stern 2013 Vizemeister der ABA-Liga. Bereits alle Spielzeiten zwischen 2003 und 2006 wie auch 2009 konnte der Klub dort das Final Four bzw. Halbfinale erreichen. 2015 gelang schließlich der Gewinn der ABA-Liga. Damit ist Roter Stern hinter dem Stadtrivalen Partizan Belgrad der zweiterfolgreichste Basketballverein Serbiens und einer der erfolgreichsten des ehemaligen Jugoslawien und in Europa.
Mit dem Stadtrivalen Partizan verbindet Roter Stern eine der bekanntesten Rivalitäten im Sport überhaupt sowie eines der bekanntesten Basketballderbys weltweit. Dieses Aufeinandertreffen ist als Ewiges Derby bekannt. Seine Heimspiele bestreitet der Verein seit 2013 in der Belgrad-Arena, davor seit 1973 in der Pionir-Halle. Mit einem Fassungsvermögen von bis zu 21.000 Zuschauern gehört die Belgrad-Arena zu den fünf größten Mehrzweckhallen Europas.

## Geschichte

### 1945–1955: Die goldene Epoche
Der Basketballverein Roter Stern Belgrad wurde am 4. März 1945 gegründet, am selben Tag wie der Sportverein Roter Stern Belgrad. Erste Führungskraft der Basketballabteilung war Mira Petrović, doch schon bald übernahm Mirko Aksentijević-Bata das Ruder. Aufgrund der Wunden, die sich Aksentijević-Bata während des Zweiten Weltkriegs zugezogen hatte, konnte er selbst am Spiel nicht teilnehmen, weshalb sich Aksentijević-Bata den Großteil seiner Zeit Organisations- und Arbeitsaufgaben widmete. Schon bald schloss sich Nebojša Popović ihm an. Gemeinsam intensivierten sie das Voranbringen von Roter Stern. In den ersten Monaten seines Bestehens wurde hauptsächlich in die Infrastruktur investiert; so wurde unter anderem das Spielfeld rekonstruiert, neue Körbe wurden installiert, aber auch Trikots angeschafft. Schon bald fand sich eine Auswahl an Spielern zusammen, die zahlreiche Titel gewinnen sollten.
Zwischen 1946 und 1955 gewann der Club zehn jugoslawische Meisterschaften in Serie. Es war die wohl erfolgreichsten Epoche von Roter Stern, als der Verein und dessen damaliges Spielfeld Mali Kalemegdan in Jugoslawien als Synonym für absoluten Basketball stand. Einer der treuesten Zuschauer jener Periode war der Nobelpreisträger Ivo Andrić, dem später sogar die Vereinspräsidentschaft angeboten wurde. Die prägendsten Spieler jener Zeit waren Nebojša Popović, Tulio Roklicer und Aleksander Gec sowie Ladislav Demšar und Srđan Kalember. Letzterer errang zusammen mit seinem Teamkollegen Milan Bjegojević insgesamt neun Meisterschaften, bis heute ein ungebrochener Rekord. Dazu beigetragen hat wohl auch ein Dekret der damaligen Regierung, wonach alle Spieler, die Militärangehörige waren, in den Reihen des Stadtrivalen Partizan auflaufen mussten, der damals als Verein der Jugoslawischen Volksarmee galt. Zu den bekanntesten Spielern, die einen solchen Vereinswechsel vollzogen, gehören die Brüder Šaper und Ratko Vlahović sowie Braco Alagić und Aleksandar Nikolić.

### 1955–1974: Eine Ära geht zu Ende
Die Siegesserie von zehn Ligatiteln in Folge wurde 1956 von Proleter Zrenjanin gebrochen. Es war der Beginn einer Krise von 13 Spielzeiten ohne Meisterschaft. Zwischen 1956 und 1968 gelang Roter Stern nur eine Vizemeisterschaft 1959, während meist OKK Belgrad, Olimpija Ljubljana und der KK Zadar die Meisterschaft unter sich ausmachten. In dieser Zeit veränderten sich der Kader des Vereins völlig. Unter anderem sortierte Trainer Nebojša Popović die damaligen Vereinsikonen Aleksander Gec und Milan Bjegojević aus. Die Ergebnisse variierten von einem 3. Platz 1957 und 1958 bis zu einem 8. Platz 1962 und 1963, schließlich 1964 erneut einem 3. Platz. 1962 und 1963 kämpfte der ehemalige „unantastbare Champion“ sogar gegen den Abstieg. Ein Grund dafür war auch, dass sich die jugoslawische Liga in den 1960er Jahren zu einer der stärksten Basketballligen der Welt entwickelte, die insgesamt bis zu ihrem Auseinanderbrechen Anfang der 1990er 15 Europapokalsieger und 11 Europapokalfinalisten hervorbrachte.
Doch schon bald folgte eine neue Generation, die wieder um den Titel spielen sollte, angeführt von Spielern wie Vladimir Cvetković und Zoran Slavnić sowie Ljubodrag Simonović und Dragan Kapičić. Schließlich gewann Roter Stern 1969 mit Milan Bjegojević als Trainer seine elfte Meisterschaft. Am ersten Titel nach 14 Jahren hatten besonders die Spieler Dragiša Vučinić und Jovan Sarjanović Anteil. Nach der anschließenden Vizemeisterschaft 1970 folgte die 12. Meisterschaft 1972 und ein erneuter 2. Platz 1973. Der Titel von 1972 sollte dann die letzte Meisterschaft bis zum Zerfall des sozialistischen Jugoslawien bleiben. Die Meisterschaft ging für die nächsten 19 Jahre an Vereine wie KK Zadar, Bosna Sarajevo, Cibona Zagreb und besonders an Jugoplastika Split und Partizan Belgrad. Trotzdem blieb Roter Stern weiterhin ein bedeutender Faktor in der Liga, insbesondere in den 1980ern, als die Meisterschaft mehrmals nur knapp verpasst wurde.

## Vereinserfolge
- Europapokal der Pokalsieger: 1974
- Finalist des Europapokals der Pokalsieger: 1972, 1975
- Meister der ABA-Liga: 2015, 2016, 2017, 2019
- Vizemeister der ABA-Liga: 2013, 2018, 2023
- Halbfinalist des ULEB Eurocup: 2014
- Finalist des Korać-Cup: 1984, 1998
- Halbfinalist des Korać-Cup: 1981, 1985, 1988
- Final Four der ABA-Liga: 2003, 2004, 2005, 2006, 2009
- Landesmeister: 1946, 1947, 1948, 1949, 1950, 1951, 1952, 1953, 1954 1955, 1969, 1972, 1993, 1994, 1998, 2015, 2016, 2017, 2018, 2019
- Landespokalsieger: 1971, 1973, 1975, 2004, 2006, 2013, 2014, 2015, 2017

## Aktueller Kader
| Nr. | Nat.               | Name                 | Position | Geburt     | Größe  | Info |
| --- | ------------------ | -------------------- | -------- | ---------- | ------ | ---- |
| 0   | /                  | Codi Miller-McIntyre | Guard    | 01.06.1994 | 191 cm |      |
| 3   | Vereinigte Staaten | Isaiah Canaan        | Guard    | 21.05.1991 | 183 cm |      |
| 7   | Serbien            | Dejan Davidovac      | Forward  | 17.01.1995 | 202 cm |      |
| 10  | Serbien            | Branko Lazić         | Guard    | 12.01.1989 | 195 cm | C    |
| 12  | Serbien            | Nikola Kalinić       | Forward  | 08.11.1991 | 202 cm |      |
| 13  | Serbien            | Ognjen Dobrić        | Forward  | 27.10.1994 | 200 cm |      |
| 21  | /                  | Joel Bolomboy        | Center   | 28.01.1994 | 204 cm |      |
| 22  | Serbien            | Dalibor Ilić         | Forward  | 04.03.2000 | 202 cm |      |
| 26  | Serbien            | Nemanja Nedović      | Guard    | 16.06.1991 | 192 cm |      |
| 33  | Serbien            | Uroš Plavšić         | Center   | 22.12.1998 | 210 cm |      |
| 99  | Brasilien          | Yago dos Santos      | Guard    | 09.03.1999 | 175 cm |      |
|     | Vereinigte Staaten | Tyson Carter         | Guard    | 14.01.1998 | 193 cm |      |
|     | Serbien            | Stefan Miljenović    | Guard    | 21.08.2001 | 193 cm |      |
|     | Serbien            | Ognjen Radošić       | Guard    | 26.05.2006 | 196 cm |      |
|     | Nigeria            | Chima Moneke         | Forward  | 24.12.1995 | 201 cm |      |
|     | Vereinigte Staaten | Jordan Nwora         | Forward  | 09.09.1998 | 203 cm |      |
|     | /                  | Semi Ojeleye         | Forward  | 05.12.1994 | 201 cm |      |
|     | Nigeria            | Ebuka Izundu         | Center   | 28.06.1996 | 208 cm |      |
|     | Kuba               | Jasiel Rivero        | Center   | 31.10.1993 | 206 cm |      |
|     | Serbien            | Lazar Stojković      | Center   | 22.10.2007 | 211 cm |      |
|     | Vereinigte Staaten | Devonte' Graham      | Guard    | 22.02.1995 | 185 cm |      |

| Nat.         | Name                 | Position   |
| ------------ | -------------------- | ---------- |
| Griechenland | Ioannis Sfairopoulos | Head Coach |

| Abk. | Bedeutung                       |
| ---- | ------------------------------- |
| Nr.  | Trikotnummer                    |
| Nat. | Nationalität                    |
| C    | Mannschaftskapitän              |
| S    | Suspension                      |
|      | Verletzungsbedingte Inaktivität |

## Bekannte Trainer und Spieler

### Stern des Sterns
Jedes Jahr wählen die Fangemeinschaften in Zusammenarbeit mit dem Verein den Star der Mannschaft. Bisher trugen acht Spieler den Titel Zvezdine zvezde (Sterne des Sterns):
- Aleksandar Gec
- Nebojša Popović
- Aleksandar Nikolić
- Borislav Stanković
- Vladimir Cvetković
- Zoran Slavnić
- Zoran Radović
- Saša Obradović

### Ehemalige bekannte Spieler
| - Ratomir Vićentić - Ljubodrag Simonović - Dragan Kapičić - Goran Rakočević - Ivan Sarjanović - Zoran Lazarević - Ljupče Žugić - Zoran Latifić - Dragiša Vučinić - Božidar Pešić | - Srđan Škulić - Dragoje Jovašević - Risto Kubura - Žarko Koprivica - Rade Vukosavljević - Slobodan Janković - Peja Stojaković - Milenko Topić - Igor Rakočević - Vladimir Radmanović | - Vlade Divac - Rastko Cvetković - Dragan Tarlać - Milan Gurović - Tadija Dragićević - Nemanja Bjelica - Marko Kešelj - Sasa Obradovic |